# 나는 아직도 네가 지난 여름에 한 일을 알고 있다
《나는 아직도 네가 지난 여름에 한 일을 알고 있다》(영어: I Still Know What You Did Last Summer)는 미국에서 제작된 대니 캐넌 감독의 1998년 슬래셔 영화이다. 《나는 네가 지난 여름에 한 일을 알고 있다》(1997)의 속편으로, 본편으로부터 일 년 후에 벌어지는 이야기를 다룬다. 제니퍼 러브 휴잇, 프레디 프린즈 주니어 등이 전편 역할을 그대로 맡았고, 브랜디, 메카이 파이퍼 등이 새로 출연하였다. 제작에 닐 H. 모리츠 등이 참여하였다.
2006년 서사 연속성은 없는 DVD 영화 속편 《나는 항상 네가 지난 여름에 한 일을 알고 있다》가 출시되었다.

## 줄거리
전편으로부터 1년 후. 전편에서 살아남은 줄리는 보스턴에서 여름 학기를 다니고 있다.
어느 날 절친인 동거인 칼라가 지역 라디오 방송국 전화 퀴즈를 맞추면서 바하마 휴가 여행 4인용을 상품으로 받는다. 줄리는 남자친구 레이를 초대하지만 거절당한다.
마음을 바꾼 레이는 줄리를 깜짝 놀래켜주기 위해 그날 저녁 동료 데이브와 보스턴으로 향한다. 운전 도중 이들은 도로 한가운데에 놓인 마네킹을 시체로 착각하고 멈춰선다. 곧 벤이 나타나 데이브를 갈고리로 죽이고 트럭으로 레이를 쫓는다. 도망치던 레이는 언덕에서 굴러 떨어진다.
이 사실을 까맣게 모르는 줄리는 다음 날 아침 칼라, 칼라의 남자친구 타이렐, 칼라와 타이렐의 친구 윌과 비행기와 배로 이동하여 호텔에 도착한다. 호텔 바에서 녹음 반주에 맞춰 노래를 부르던 줄리는 가사가 흐르던 화면에 갑자기 "나는 아직도 네가 지난 여름에 한 일을 알고 있다"는 문구가 뜨자 소스라치게 놀란다.
호텔 지배인 브룩스 씨는 폭풍이 다가오고 있어 당분간 섬을 떠날 수 없다고 말한다. 누군가 현재 외부에 연락할 수 있는 유일한 수단인 송수신 겸용 라디오까지 부순 가운데 섬 관계자와 호텔 직원들이 하나둘 사망한다. 한편 레이는 줄리를 구하기 위해 병원에서 빠져나와 호텔로 향한다.
배 짐꾼 에스터스는 칼라가 라디오 퀴즈에서 틀린 답을 말했는데도 상품에 당첨됐다는 걸 깨달은 뒤 이들을 보호하려고 부두 의식을 시도한다. 에스터스는 벤이 불륜을 한 아내 세라를 죽였고, 부부 사이엔 딸 하나와 아들 하나가 있었다고 말해주는데...

## 출연
- 제니퍼 러브 휴잇 - 줄리 제임스 역
- 프레디 프린즈 주니어 - 레이 브론슨 역
- 브랜디 - 칼라 윌슨 역
- 메카이 파이퍼 - 타이렐 마틴 역
- 뮤즈 왓슨 - 벤저민 "벤" 윌리스 / 어부 역
- 빌 코브스 - 에스터스 역
- 매슈 세틀 - 윌 벤슨 역
- 제프리 콤스 - 브룩스 씨 역
- 제니퍼 에스포지토 - 낸시, 바텐더 역
- 존 호크스 - 데이브 역
- 벤저민 브라운 - 다릭, 항만 일꾼 역
- 엘러린 하딩 - 올가, 호텔 청소부 역
- 잭 블랙 - 타이터스 털레스코 역 (크레디트 미기재)
- 세라 미셸 겔러 - 헬렌 시버스 역 (사진, 크레디트 미기재)

## 기타 제작진
- 라인 제작: 호세 루들로
- 배역: 재키 버치
- 미술: 더그 크레이너
- 의상: 댄 레스터
- 음악 감독: 샤론 보일, 존 훌리핸